# 岩手県立紫波総合高等学校
岩手県立紫波総合高等学校（いわてけんりつ しわそうごうこうとうがっこう）は、岩手県紫波郡紫波町日詰に所在する公立の高等学校。
学校の近況や行事を伝えるための『希望ヶ丘通信』を発行しており、公式ウェブサイトで公開している。英語表記はIwate Prefectural Shiwa Comprehensive Senior High School。

## 歴史
- 1930年（昭和5年） - 日詰町立日詰実業専修学校として開校[1]。
- 年不明 - 日詰農業高等学校に改称[1]。
- 1948年（昭和23年） - 岩手県立日詰高等学校に改称[1]。
- 1955年（昭和30年）8月1日 - 岩手県立紫波高等学校に改称[1]。
- 2004年（平成16年） - 岩手県立紫波総合高等学校に改称。普通科・農業科・情報科の3学科を総合学科に改編。

## 設置学科
- 総合学科
  - 人文・自然系列（人文コース・自然コース）
  - 福祉・健康系列
  - 情報・経済系列
  - ライフデザイン系列
  - エコロジー・フード系列

## 部活動

### 運動部
- 硬式野球部
- 自転車競技部
- 陸上競技部
- 柔道部
- 剣道部
- 弓道部
- 卓球部
- ソフトテニス部
- バスケットボール部
- バレーボール部
- サッカー部
- ソフトボール部
- ハンドボール部

### 文化部
- 音楽部
- 美術部
- 書道部
- 文化研究部
- 理科研究部
- 演劇部
- 吹奏楽部
- 茶道部
- イラスト部
- 棋道部
- 郷土芸能部

## 主な出身者
紫波高等学校
- 加藤善行 - 競輪選手
- 佐藤友和 - 競輪選手
- 佐々木一昭 - 競輪選手。ソウルオリンピック出場
- 猿館貢 - 自転車競技選手。ロサンゼルスオリンピック出場

紫波総合高等学校
- 中野慎詞 - 競輪選手
- 菅原要子 - プロボウリング選手。全日本女子ナショナルチームメンバー。2012年度卒業
- 熊谷芽緯 - ガールズケイリン選手

## アクセス
- JR東日本東北本線紫波中央駅より徒歩10分。